# Telesto (Mond)

Größenvergleich von Tethys (Mittlerer Durchmesser 1066 km) und seinen Trojanermonden Telesto (25 km, links) und Calypso (21 km, rechts)

Telesto (auch Saturn XIII) ist der sechzehnte und einer der kleineren der 274 bekannten Monde des Planeten Saturn sowie einer von zwei Trojanermonden von Tethys. Er weist die hellste aller bekannten Oberflächen im Sonnensystem auf, die sogar die Reflektivität von frisch gefallenem Schnee übertrifft.

## Entdeckung und Benennung
Telesto wurde am 8. April 1980 von den Astronomen Bradford A. Smith, Harold James Reitsema, Stephen M. Larson und John W. Fountain anhand von erdgebundenen Teleskopbeobachtungen entdeckt; der Mond Telesto erhielt zunächst die vorläufige Bezeichnung S/1980 S 13.
Die Raumsonde Voyager 1 nahm im Oktober 1980 beim Vorbeiflug am Saturn Bilder auf, auf denen Telesto als winziger Punkt erkennbar ist, woraus auf eine sehr geringe Größe geschlossen werden konnte.
1983 wurde der Saturnmond offiziell nach Telesto, einer Tochter des Okeanos und der Tethys aus der griechischen Mythologie, benannt. Der Name bedeutet in der Übersetzung „Erfolg“. Telesto wird manchmal auch als „Tethys B“ bezeichnet.

## Bahneigenschaften

### Umlaufbahn
Telesto umkreist Saturn auf einer prograden, fast perfekt kreisförmigen Umlaufbahn in einem mittleren Abstand von 294.710 km (ca. 5 Saturnradien) von dessen Zentrum. Die Bahnexzentrizität beträgt 0,0002, die Bahn ist 1,16° gegenüber dem Äquator von Saturn geneigt, liegt also fast in der Äquatorebene des Planeten. Durch die sehr niedrige Exzentrizität variiert die Bahn in der Entfernung zu Saturn nur um etwa 120 km.
Die Umlaufbahn des nächstinneren Mondes Enceladus ist im Mittel etwa 57.000 km von Telestos Orbit entfernt, die Entfernung der Bahnen des nächstäußeren Mondes Dione sowie der Bahnen dessen Trojanermonde Helene und Polydeuces beträgt im Mittel etwa 83.000 km.
Telesto umläuft Saturn in 1 Tag, 21 Stunden und 18 Minuten.
Der Orbit von Telesto liegt tief in der Magnetosphäre von Saturn, sodass das Plasma, das mit dem Planeten mitrotiert, auf die folgende Hemisphäre trifft. Sie wird dadurch auch von energetischen Teilchen (Elektronen und Ionen) getroffen.

Lagrange-Punkte L1 bis L5

### Bahnresonanzen
Die Umlaufbahn von Telesto ist koorbital mit den Umlaufbahnen der weitaus größeren, dominierenden Tethys sowie der etwas kleineren Calypso. Diese sogenannten Tethys-Trojanermonde, Telesto und Calypso, laufen in Tethys’ Lagrange-Punkten L4 und L5, jeweils in einem Winkelabstand von 60° vor und hinter diesem Mond, auf der gleichen Umlaufbahn um den Planeten (1:1-Bahnresonanz). Telesto läuft dabei durch den führenden Lagrangepunkt L4 und führt daher die Umlaufbahn an. 60° dahinter folgt Tethys, weitere 60° dahinter umläuft Calypso Saturn im folgenden Lagrangepunkt L5.
Tethys und ihre beiden Trojanermonde umkreisen Saturn innerhalb des E-Rings, sodass sich die Oberflächen der Monde in einem dauernden Bombardement durch Mikrometeoriten befinden.

### Rotation
Die Rotationszeit ist gleich der Umlaufzeit und Telesto weist damit, wie der Erdmond und alle großen Trabanten der Gasriesen, eine synchrone Rotation.

## Physikalische Eigenschaften

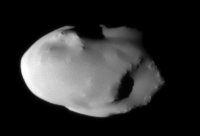
Telesto in Richtung der führenden Hemisphäre aus 36.000 km Entfernung (Cassini, 2009)

### Größe
Telesto ist unregelmäßig geformt, mit einem mittleren Durchmesser von 24,8 km. Die genauen Abmessungen sind 32 × 24 × 20 km, was dem Mond die Form eines dreiachsigen Ellipsoids verleiht. Die Längsachse ist auf Saturn ausgerichtet, die mittlere Achse befindet sich zwischen führender und folgender Hemisphäre und die kürzeste Achse zwischen den Polen. In ihrer Form, nicht aber in ihren Dimensionen, gleicht sie der weiter innen laufenden Pandora. Telesto ist der siebzehntgrößte Saturnmond.
Von der Größe her ist Telesto etwa mit dem größeren Marsmond Phobos zu vergleichen.
Die Oberfläche von Telesto beträgt etwa 1.932 km².

### Innerer Aufbau

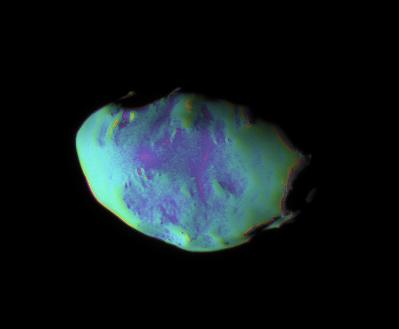
Telesto: Falschfarbendarstellung aus IR-, Vis- und UV-Aufnahmen aus 20.000 km Entfernung (Cassini, 2005)

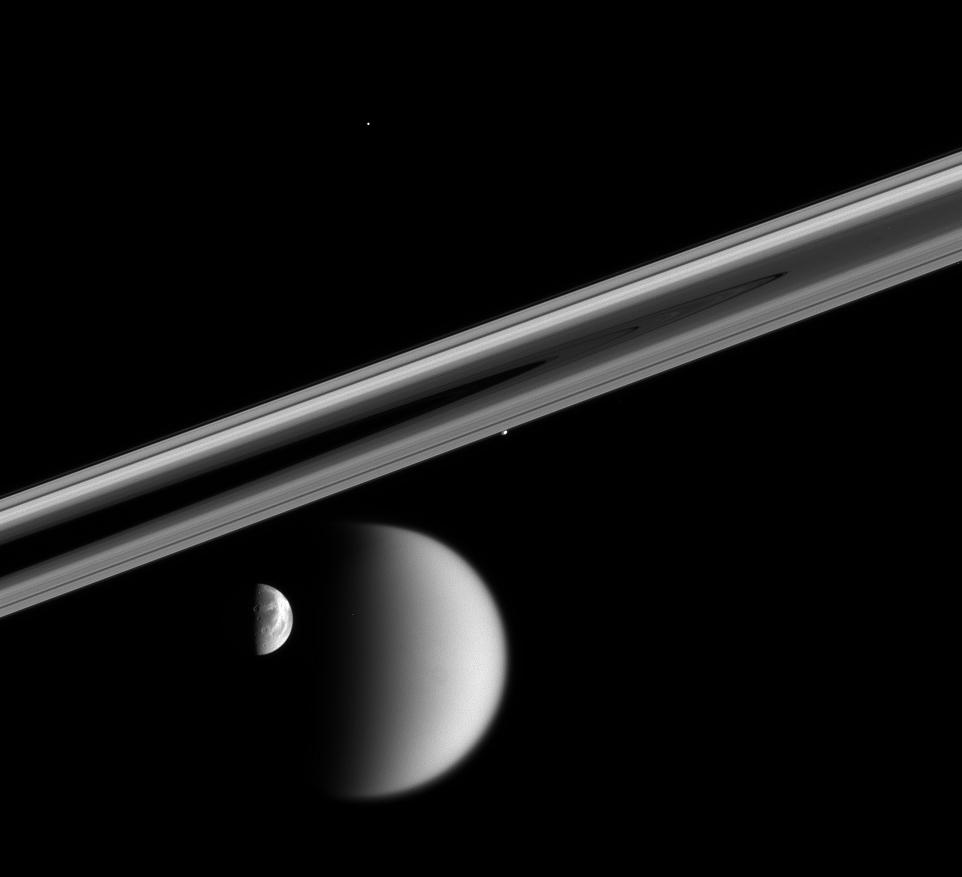
Telesto (heller Punkt oberhalb des Ringes) aus großer Entfernung mit Saturns Hauptringen und den Monden Titan (groß), Dione (mittel) und Prometheus (Punkt an der Ringunterkante) (Cassini, 2005)

Die Dichte ist mit 0,5 g/cm³ sehr gering, was darauf hinweist, dass Telesto überwiegend aus Wassereis zusammengesetzt ist. Die niedrige Dichte weist auch darauf hin, dass sie möglicherweise zu den sogenannten Rubble Piles gehört, die durch die vergleichsweise schwache Gravitation im Innern Hohlräume aufweisen.

### Oberfläche
Der Trabant besitzt eine ausgesprochen helle Oberfläche (gegenwärtig die hellste bekannte Oberfläche im Sonnensystem) mit einer Albedo von etwa 1, d. h., etwa 100 % des eingestrahlten Sonnenlichts werden reflektiert. Deutlich sichtbar sind einige Einschlagkrater von Meteoriten. Allgemein ist die Oberfläche jedoch sehr sanft und weist wenige Spuren älterer Krater auf, was auf eine dicke Schicht von feinkörnigem Eisregolith hinweist, die möglicherweise vom dauernden Bombardement durch die Partikel des E-Rings herrührt.
Insgesamt weist die Oberfläche keine einheitliche Färbung auf. Der Ursprung der Farbunterschiede ist noch nicht verstanden, doch stammen sie möglicherweise von feinen Unterschieden in der Oberflächenzusammensetzung oder von einer unterschiedlichen Größe der Partikel des Regolithmantels.

## Erforschung
Von der Erde aus gesehen ist der Saturnbegleiter mit einer scheinbaren Helligkeit von 18,5m ein sehr lichtschwaches Objekt.
Telesto wurde von bislang drei Raumsonden besucht, namentlich von den Vorbeiflugsonden Voyager 1 am 12. November 1980 und Voyager 2 am 25. August 1981 und schließlich Cassini-Huygens, die ab dem 1. Juli 2004 den Saturn umkreiste. Der nächste Vorbeiflug von Cassini ereignete sich am 11. Oktober 2005, als die Sonde Telesto in einer Entfernung von 11.429 km passierte.